# Pakasuchus
Pakasuchus ("katt-krokodil") är ett forntida släkte av krokodildjur som har vissa anmärkningsvärda kroppsanpassningar som vanligtvis brukar återfinnas hos däggdjur. 
Djuren hade långa smala ben och andningshålen placerade i fronten av nosen vilket tyder på att den inte levde i vatten som nutida krokodiler. De hade speciellt utformade tänder för att gripa respektive sönderdela sitt byte vilket är mycket ovanligt bland reptiler. Djuret levde i Tanzania för cirka 105 miljoner år sedan och försvann när den eurasiska kontinenten fick kontakt med den afrikanska. Det spekuleras därför i om den kanske trots sina anpassningar blev utkonkurrerad av däggdjur som levde inom samma ekologiska nisch.